# Epitoxus namibiensis
Epitoxus namibiensis är en skalbaggsart som beskrevs av Yélamos 1996. Epitoxus namibiensis ingår i släktet Epitoxus och familjen stumpbaggar. Inga underarter finns listade i Catalogue of Life.